# فيليب لازاروف
فيليب لازاروف مواليد 21 أبريل 1985 في فيليس، جمهورية مقدونيا، هو لاعب كرة يد مقدوني يلعب كظهير أيسر. يلعب حاليا مع بوليتخنيكا تيميشوارا ويحمل الرقم 23. مثل منتخب مقدونيا لكرة اليد.

## سجل المنافسة
شارك في البطولات التالية:
- بطولة العالم لكرة اليد للرجال 2015
- بطولة أوروبا لكرة اليد للرجال 2012
- بطولة أوروبا لكرة اليد للرجال 2016

## روابط خارجية
- فيليب لازاروف على موقع الاتحاد الأوروبي لكرة اليد (الإنجليزية)